# Elizabeth Colenso

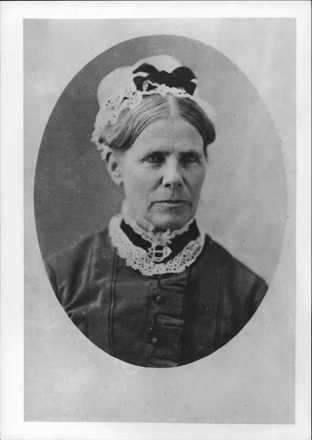
Elizabeth Colenso (vor 1904)

Elizabeth Colenso, geb. Fairburn (* 29. August 1821 in Kerikeri, Far North District, Neuseeland; † 2. September 1904 in Ōtaki, Kapiti Coast District, Neuseeland), war eine Missionarin, Lehrerin und Übersetzerin für Englisch und Māori.

## Frühes Leben
Elizabeth Fairburn wurde am 29. August 1821 als älteste Tochter und zweites Kind der Eheleute Sarah Tuckwell und William Thomas Fairburn in der Station der Church Mission Society in Kerikeri geboren. Ihr Vater war dort als Laienmissionar für die Kirche tätig. Nach einem Abstecher nach Sydney zog die Familie 1823 nach Paihia in den Far North District. Von dort zogen die Eltern 1834 nach Puriri, ließen aber ihre fünf Kinder in Paihia zurück. Elizabeth besuchte dort die Schule für Missionarstöchter von Marianne Williams und wuchs in einer Gegend auf, die fast ausschließlich von Māori bewohnt war. Sie lernte die Sprache der Māori und erwarb Kenntnisse in der homöopathischer Medizin.

## Arbeit als Lehrerin und Missionarin
Als junge Frau arbeitete sie auf der Missionsstation ihres Vaters in Ōtāhuhu und unterrichtete dort in Māori. Dort lernte sie William Colenso kennen, der als Drucker für die Church Mission Society arbeitete. Sie heirateten am 27. April 1843 in Ōtāhuhu, doch sie akzeptierte ihn eher als Partner denn als Ehemann. George Augustus Selwyn, seinerzeit Bischof in Neuseeland, holte Elizabeth und ihren Mann danach nach Waimate, wo sie aufgrund ihrer Kompetenz als Māori-Gelehrte an einer neuen Version des Neuen Testaments in Māori mitarbeiten sollte. Ihr Beitrag daran wurde aber von den Verantwortlichen nicht dokumentiert. Als ein Lieblingsprojekt des Bischofs wurde Elizabeth von ihm mit der Leitung des seinerzeit neuen Māori-Mädcheninternats beauftragt.
Als Elizabeths Mann im September 1844 zum Diakon geweiht wurde, gründete die Familie, die im Februar 1844 bereits eine Tochter bekam, zum Ende des Jahres eine Missionsstation Ahuriri in der Hawke’s Bay und Elizabeth gründete dort eine Schule für Frauen und Kinder. 1845 bekam Elizabeth ihr zweites Kind und während ihr Mann unzählige Gründe für seine Expeditionen hatte, war Elizabeth in der Missionsstation alleine auf sich gestellt. Ihre Ehe bestand seinerzeit nur noch aus einer äußeren Form.
Als Elizabeth erfuhr, dass ihr Mann Vater eines 1850 geborenen Kindes einer Frau aus ihrem Haushalt war, war sie geschockt, kümmerte sich aber um das Kind und leitete ihre Schule noch für zwei Jahre weiter. Ihr Mann hingegen wurde vom Dienst suspendiert. Elizabeth ging im August 1853 nach Auckland und brach ihre Beziehung zu ihrem Mann ab. 1854 reiste sie nach Taupiri in der Region Waikato und arbeitete dort in der Missionsstation der Church Mission Society. Sie unterrichtete in einem Internat für Māori-Mädchen über sieben Jahre lang die Fächer Māori, Englisch, Geschichte, Rechnen und Hausarbeit.

## Reise nach England
1861 reiste Elizabeth mit ihren Kindern nach England, um sich weiter fortzubilden. In London engagierte sie sich bald in der philanthropischen Arbeit der Church of England. Ihr Interesse an einer Gruppe von Māori, die von William Jenkins, einem Seefahrer, mit nach England gebracht wurde, führte dazu, dass sie Königin Victoria vorgestellt wurde. Sie wurde als Dolmetscherin und vom Colonial Office als Übersetzerin engagiert.

## Zurück nach Neuseeland
Anfang 1867 reiste Elizabeth zurück nach Neuseeland und half bei der Vorbereitung der revidierten Fassung des Neuen Testaments für den Druck. Auch an weiteren Übersetzungen war sie beteiligt. Ihre Hauptarbeit war aber ihr Beitrag zur Veröffentlichung der ersten vollständigen Bibel in der Sprache der Māori im Jahr 1868. Außerdem schrieb sie biblische Geschichten in Māori. 1869 kehrte Elizabeth in das Missionshaus in Paihia zurück, wo sie eine Schule für Māori-Kinder gründete. 1876 reiste sie auf Einladung zur Norfolkinsel, nordwestlich von Neuseeland. Sie unterrichtete dort in der melanesischen Mission und übersetzte Werke in Mota, einer gemeinsamen Sprache der Mission vor Ort. 1898 ging sie von Rheuma geplagt zurück nach Neuseeland, wo sie bei ihrer Tochter Frances Mary Simcox und ihrer Familie lebte und weiter an Übersetzungen arbeitete. Sie verstarb am 2. September 1904 in Ōtaki.